# Heli Jukkola
Heli Jukkola, född 26 november 1979, är en finländsk orienterare.
Under VM 2007 delade hon guldet på långdistansen med Minna Kauppi och tog dessutom guld på stafetten och silver på medeldistansen. Hon vann även VM-guld i stafett 2006 och har utöver dessa tagit ett stort antal medaljer på internationella och finländska mästerskap.